# Luis García-Ochoa Ibáñez
Luis García-Ochoa Ibáñez (San Sebastián, 18 de marzo de 1920 - Madrid, 20 de febrero de 2019) fue un pintor y artista gráfico español, académico de Bellas Artes.

## Biografía
Nacido donostiarra, con 9 años se trasladó con su familia a Madrid. Comenzó a trabajar en el estudio de arquitectura de su padre, donde se forma en el arte de vanguardia. Se matriculó en Bellas Artes de Madrid y amplió sus estudios en Francia, Italia e Inglaterra con becas otorgadas por los gobiernos español e italiano.
Hacia 1942, y bajo el liderazgo e influencia de Benjamín Palencia, participó en la segunda Escuela de Vallecas, grupo que sirvió de base en los cincuenta a la denominada Escuela de Madrid. En esa etapa evolucionó del cubismo inicial a un expresionismo de barrocas composiciones de figuras.
Fue invitado a la Bienal de Venecia en 1940, 1950, 1952 y 1954; participó varias veces en las Exposiciones Nacionales de Bellas Artes de Madrid así como en varias otras muestras colectivas y realizó numerosas exposiciones individuales. Desarrolló también una importante labor en el arte del grabado y como ilustrador de libros.
El 5 de mayo de 1980 fue elegido miembro de la Real Academia de Bellas Artes de San Fernando de Madrid, y pronunció el discurso de ingreso el 19 de noviembre de 1983. En 1993 funda la Escuela de Pintores Figurativos de El Escorial. 
Obras suyas se conservan en el Centro de Arte Reina Sofía, en el Museo de Bellas Artes de Bilbao, en la Fundación Juan March y otros museos españoles.